# Czesław Nanke

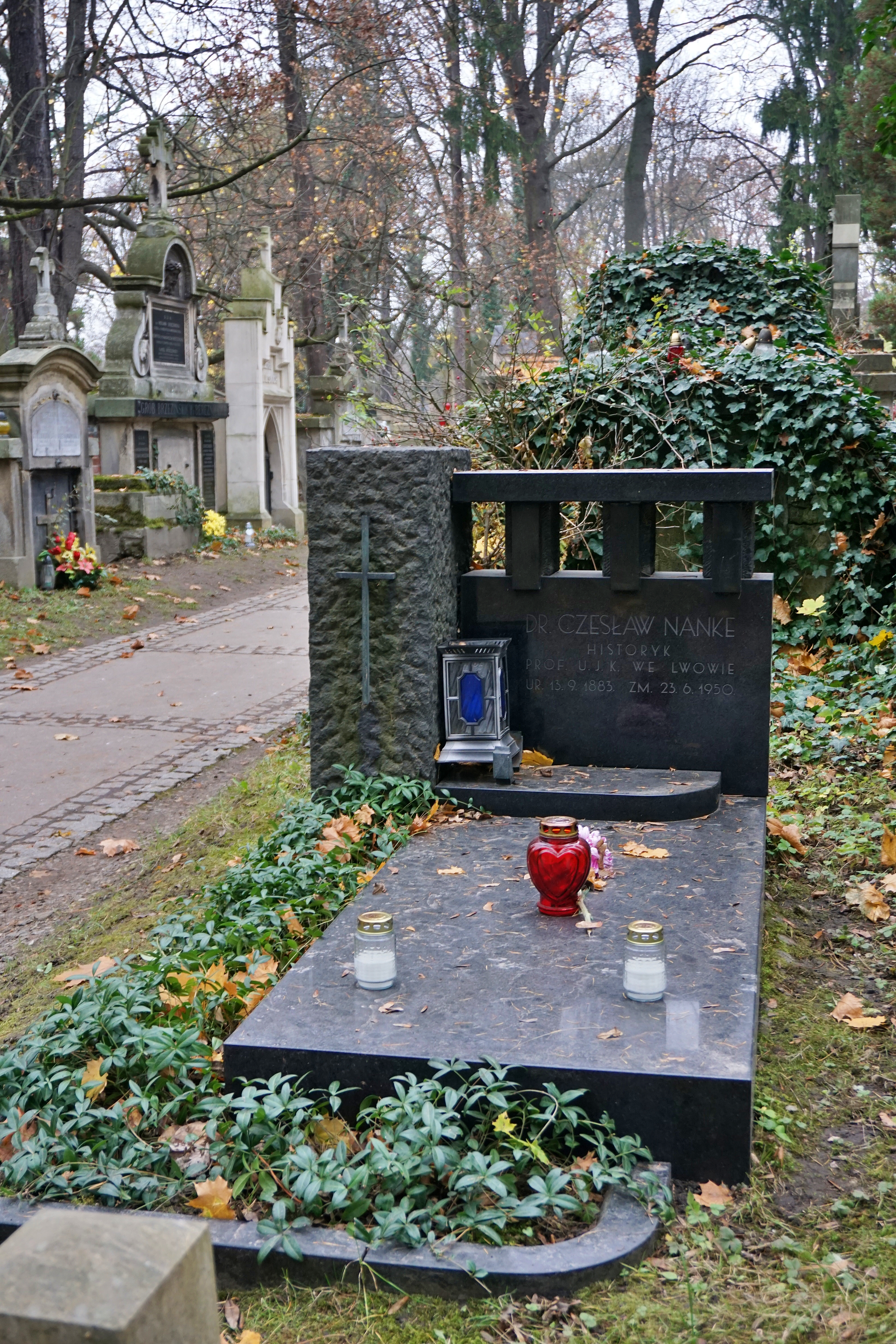
Grób Czesława Nankego na cmentarzu Rakowickim

Czesław Nanke (ur. 13 września 1883 w Krośnie, zm. 26 czerwca 1950 w Krakowie) – polski historyk.

## Życiorys
Czesław Nanke urodził się w Krośnie, które w tym czasie należało do Austro-Węgier. Pochodził z rodziny o inteligenckim rodowodzie. Jego rodzicami byli Feliks Nanke doktor praw Uniwersytetu Jagiellońskiego (UJ), adwokat krajowy i Maria z domu Jüttner. Czesław został wcześnie osierocony. Ojciec zmarł w 1893 roku, a matka w 1897 roku. Czesław znalazł się pod opieką znacznie starszego przyrodniego brata Władysława Abrahama . W 1902 ukończył VIII klasę i zdał egzamin dojrzałości w C.K. Gimnazjum Arcyksiężniczki Elżbiety w Samborze.
W 1902 roku rozpoczął studia prawnicze na Wydziale Prawa i Umiejętności Politycznych Uniwersytetu Lwowskiego. Dzięki wstawiennictwu profesora Władysława Abrahama, w 1903 roku otrzymał stypendium przyznane mu przez Zakład Narodowy im. Ossolińskich. Dało mu ono solidne podstawy finansowe na cały okres studiów, ale zmusiło do zmiany kierunku studiów na historię i geografię. Uczestnictwo w seminarium historii nowożytnej skłoniło go do podjęcia pracy nad rozprawą doktorską przygotowywaną w latach 1905–1906 pod kierunkiem u profesora Bronisława Dembińskiego. W 1907 obronił pracę doktorską dotyczącą stosunku szlachty wołyńskiej do Konstytucji 3 maja i wkrótce złożył egzamin na nauczyciela szkół średnich. Otrzymał posadę nauczyciela historii w I Gimnazjum w Tarnowie. Obowiązek zajęcia się młodszym rodzeństwem skłonił go do powrotu do Sambora i zatrudnienia się w tamtejszym gimnazjum.
Czesław Nanke ożenił się z Antoniną z domu Kubisztal. Mieli dwoje dzieci: syna Adama i córke Feliksę.
W 1910 roku, dzięki poparciu Władysława Abrahama został włączony do Ekspedycji Rzymskiej Akademii Umiejętności w Krakowie, której celem było wydanie Monumenta Poloniae Vaticana. Lata 1910–1912 spędził w Rzymie, biorąc udział w badaniu akt nuncjatury Alberta Bolognettiego za czasów panowania króla Stefana Batorego . Od 1913 do 1939 był nauczycielem historii w elitarnym VIII Państwowym Gimnazjum im. Króla Kazimierza Wielkiego we Lwowie.
W tym czasie Czesław Nanke zajmował się przekładem wybitnego dzieła Niccola Machiavellego „Książę”, które wyszło nakładem Książnicy Polskiej Towarzystwa Nauczycieli Szkół Wyższych w Warszawie i Lwowie w 1920 roku .
Czesław Nanke był autorem podręczników szkolnych. W 1923 roku Książnica-Atlas we Lwowie wydała jego podręcznik dla klas wyższych szkół średnich Historia średniowieczna, a następnie w latach 1924–1926 opublikowała jego dwutomową Historię nowożytną. Do nich Nanke przygotował wypisy, które były często wykorzystywane w nauczaniu historii w szkołach średnich.
Nanke był współautorem Szkolnego atlasu historycznego (współautor: Władysław Semkowicz) oraz Małego atlasu historycznego (współautorzy: Ludwik Piotrowicz i Władysław Semkowicz) .
W ramach Ekspedycji Rzymskiej był Nanke w Rzymie jeszcze dwukrotnie w latach 1921 i 1930 . Po pobycie w Rzymie w 1921 roku Nanke zreferował w Towarzystwie Naukowym we Lwowie wyniki badań archiwów rzymskich. Te i wcześniejsze wyniki zostały opublikowane w 1921 roku w serii Archiwum Towarzystwa Naukowego we Lwowie pod tytułem Z dziejów polityki Kuryi Rzymskiej wobec Polski, 1587–1589. Praca ta została przedłożona przez Nankego w 1922 roku jako rozprawa habilitacyjna na Wydziale Humanistycznym Uniwersytetu Jana Kazimierza (UJK) we Lwowie, jednak habilitanta nie dopuszczono do dalszych stadiów przewodu, gdyż jeden z członków komisji powołanej w sprawie postępowania habilitacyjnego, profesor Adam Szelągowski, zażądał wydania akt nuncjatury Bolognettiego. Nanke odmówił, bo właśnie przygotowywał je do wydania w tomie V zbioru Monumenta Poloniae Vaticana. Dopiero w listopadzie 1925 roku Rada Wydziału Humanistycznego UJK przyjęła kolokwium habilitacyjne Nankego. Po zatwierdzeniu uchwały Rady Wydziału przez władze ministerialne, w 1926 roku Nanke otrzymał posadę nauczyciela akademickiego na Wydziale Humanistycznym UJK. Prowadził wykłady historii nowożytnej Polski i historii powszechnej od wojny siedmioletniej .
W 1926 roku Nanke wszedł w skład Komisji Nauczania Historii, powołanej przez Stałą Delegację Zjazdów Historycznych we Lwowie i związanej z Polskim Towarzystwem Historycznym. Jej zadaniem było ożywienie refleksji dydaktycznej i reforma procesu nauczania historii w Polsce. Był ponadto członkiem stałej komisji historycznej Polskiej Akademii Umiejętności .
Od 1930 roku Nanke prowadził również wykłady z historii dyplomacji na studium dyplomatycznym otwartym na Wydziale Prawa UJK. W 1936 roku uruchomił seminarium z historii dyplomacji i praktyki dyplomatycznej. W 1938 roku został profesorem tytularnym UJK. .
Po wybuchu II wojny światowej i wkroczeniu wojsk sowieckich do Lwowa Czesław Nanke pozostał we Lwowie i zaangażował się w tajne nauczanie. Udzielał lekcji historii na tajnych kompletach. Po ataku III Rzeszy na ZSRR w 1941 roku i zajęciu Lwowa przez wojska niemieckie Nanke znalazł pracę w Zarządzie Domów Mieszkalnych. Prowadził wykłady z historii dyplomacji na Podziemnym Uniwersytecie Jana Kazimierza w ramach reaktywowanego studium dyplomatycznego. Po ponownym wkroczeniu Armii Czerwonej do Lwowa w lipcu 1944 roku Nanke w obawie przed aresztowaniem schronił się na wsi pod Tarnowem. W 1945 roku przeniósł się do Tarnowa, gdzie znalazł zatrudnienie w Liceum Handlowym jako nauczyciel historii. Lekcje prowadził także w Liceum Ogrodniczym w Gumniskach .
W 1947 roku Nanke został zatrudniony na etacie docenta na Wydziale Historycznym Uniwersytetu Jagiellońskiego, jednak starania o przeniesienie tytularnej profesury do Krakowa zostały zablokowane przez władze komunistyczne. Wykładał również w Szkole Nauk Politycznych, reaktywowanej przez profesora Ludwika Ehrlicha. Czesław Nanke napisał jeden z czterech skryptów wydanych w serii „Biblioteka Szkoły Nauk Politycznych”, zatytułowany Historia dyplomacji. Cz. 1: Rozwój form dyplomatycznych .
Czesław Nanke zmarł w wyniku zawału serca 26 czerwca 1950 roku. Został pochowany na cmentarzu Rakowickim w Krakowie (kwatera III) .